# Siena Piano
Das Siena Piano (auch: Immortal Piano, Harp of King David) ist ein Piano vom Anfang des 19. Jahrhunderts. Es wurde in den 1950ern aufgrund seines bemerkenswerten Klanges und seiner ungewöhnlichen Geschichte bekannt. Sein Timbre ähnelt sowohl einem Klavier als auch einem Cembalo. Der Legende nach wurde das Klavier teilweise aus Holz der Säulen des Tempels Salomos gebaut, was den besonderen Klang erklären soll und das Klavier zum 'spirituellen Nachkommen' der Harfe Davids (Kinnor) stilisiert. Kritiker empfehlen das Klavier zur Aufführung von Mozart, Scarlatti und Debussy.

## Merkmale
Das Siena-Klavier ist ein Klavier mit Doppelpedal, dessen Holzschnitzereien charakteristisch für das Italien des frühen 19. Jahrhunderts sind. Die letzten Handgriffe und Verzierungen am Klavier wurden von Nicomedo Ferri, einem Urenkel von Sebastian Marchisio, einem der damals berühmtesten Handwerker Italiens, und einem Cousin vorgenommen. Sie gravierten lachende, tanzende, spielende Putti und andere Motive wie Harfen, Pfeifen, Gesichter und Löwen. Es entstanden auch Porträts von Händel, Mozart, Aretino, Cherubini und Gluck. Auf der Vorderseite des Unterbodens befindet sich ein mit Arabesken verziertes Flachrelief mit einem großen Lorbeerkranz, in dessen Mitte sich eine Harfe Davids befindet, die von zwei Greifen umgeben ist. Auf dem Deckel sind die Schöpfer des Klaviers in italienischer Sprache angegeben: Fratelli Marchisio, Turino und Bartalozzi e Ferri, Siena.
Lazare Lévy sagte nach einem Konzert über das Klavier: „Das ist das erstaunlichste Klavier, das ich je gesehen habe. Die Werke von Couperin und Scarlatti klingen, als wären sie speziell für das Siena-Klavier geschrieben worden. Und Bach und Mozart zu spielen ist viel interessanter als auf jedem anderen Klavier, auf dem ich je gespielt habe...“ Der amerikanische Dirigent und Radiomoderator David Randolph stimmte zu, dass das Klavier manchmal wie ein Cembalo und manchmal wie eine Laute, Harfe oder Gitarre klingt. Der brasilianische Komponist Heitor Villa-Lobos sagte: „Ich liebe das Immortal Piano, seinen Klang und seine Geschichte gleichermaßen“ („I love the Immortal Piano, its sound and story equally“). Artur Schnabel sagte, dies sei die Geschichte eines „außergewöhnlichen Pianisten, der sich einfach in das Klavier des Königs verliebt“ („pianoman extraordinary, simply falling in love with the King’s piano“).

## Geschichte
1799 begann Sebastian Marchisio, ein Cembalo-Bauer aus Turin mit der Herstellung des Pianos. Er verstarb jedoch bevor das Instrument vollendet war.
Seine Familie brachte das Werk zu Ende und das Piano wurde als Hochzeitsgeschenk für Marchisios Enkelin verschenkt. Nach mehreren Modifizierungen wurde es 1867 bei der Weltausstellung in Paris gezeigt. Dann wurde es als Hochzeitsgeschenk der Stadt Siena für den späteren König Umberto I. verschenkt und fiel in den Besitz von Nazis.
Nach der Niederlage der Deutschen gegen die Briten in der Schlacht von El Alamein im Jahr 1942 fanden die Briten das Klavier völlig verputzt in einer Wüste in Nordafrika. Einige britische Entertainern verwendeten es dann bei Touren durch die Lager für die Verwundeten. Über einen israelischen Händler kam es in eine Klavierwerkstatt in Tel Aviv, die Avner Carmi Yanowsky gehörte.
Carmi renovierte das Klavier und erprobte es mit mehreren renommierten Musikern. Die Pianistin Pnina Salzman gab am Tag der Unabhängigkeitserklärung Israels das erste öffentliche Konzert mit dem Siena-Klavier in Israel, ein Konzert, das unter der Schirmherrschaft von Premierminister David Ben-Gurion veranstaltet wurde. Anschließend tourte das Klavier durch Europa und gelangte schließlich in die Vereinigten Staaten, wo es in der Steinway Hall gezeigt und für Aufnahmen verwendet wurde. In dieser Zeit wurde das Klavier immer wieder aufwändig repariert, wobei der uralte Resonanzboden altersbedingt nachgab. In dieser Zeit beschloss die Sohmer Piano Company auch, Carmi über ein Jahr lang bei den Reparaturen zu unterstützen. Marie José von Belgien übernahm die Schirmherrschaft für das Klavier für ein Konzert anlässlich des Internationalen Jahres des Kindes der UNESCO in Jerusalem.
Carmi schrieb zusammen mit seiner Frau ein Buch über das Piano: The Immortal Piano. Seine Tochter verkaufte es letztlich 1996 an einen privaten Sammler für $1 mio. Der letzte bekannte Besitzer in Caesarea ließ das Instrument 2020 in einer Auktion versteigern.

### Aus den Erinnerungen von Gregor Benko
Gregor Benko, der amerikanische Publizist und Sammler historischer Klavieraufnahmen erinnert sich:

“Avner Carmi had, in fact, achieved a near-legendary status among piano technicians and tuners in the New York area; this was for his amazing abilities in restoring and tuning pianos, if not for his tall tales. Carmi’s heart was in Israel, but he was a presence in New York City. At that time there was a huge, multi-story used piano store on Manhattan’s West 23rd Street named Brodwin Pianos. (At one time Carmi lived in the Chelsea Hotel, down the street from the piano store.) He bought the heavily carved, ornate upright piano from the store’s manager, the owner Harry Brodwin’s son-in-law, Hy Myerson, sometime in the 1940s. Myerson made no claims about Siena, Liszt, or anything else. It was a highly carved old piano, Italian style, and he sold old pianos all day, every day. Extravagantly carved old upright pianos with anachronistic decorations are not that rare—recently the “Neo-Zapotec” piano went on display in Los Angeles.

In secret, Carmi restored the piano, altering its sound but never allowing anyone to look inside. It was not known just how he achieved its unusual timbre, described by Harold Schonberg in a 1955 review as “… twangy—something like a harpsichord with deep lungs that can sustain a tone …” Specific details of his elaborate deception could become even more absurd when Carmi extolled its virtues in person. For the print media, for instance, he would tell of the “legends” that existed about the piano, stating that it was known as “La arpa de Re Davide (King David’s Harp)”—but in person he could be much less continent, confiding that the piano’s soundboard had embedded in it a sliver of wood that was, miraculously, an actual fragment of a pillar that was part of King Solomon’s temple. To one piano technician he further claimed that the wooden fragment had originally been part of the soundboard of King David’s harp. Carmi’s deception leaned heavily on a thick layer of fake Jewish lore, overlaid with an almost Catholic-like obsession with relics, perhaps similar to stories of fragments of the true cross. He set about promoting his false saga, approaching several pianists to become involved. By 1955 Charles Rosen had made a disc of Mozart and Scarlatti on the Siena piano, and further LPs were issued with pianists Grace Castagnetta, Kathryn Deguire, Anatole Kitain, and Marisa Regules. Ivan Davis (b. 1932) recorded this one selection on the piano about 1960.”

„Tatsächlich hatte Avner Carmi unter Klaviertechnikern und -stimmern im Raum New York einen nahezu legendären Status erlangt; Dies lag an seinen erstaunlichen Fähigkeiten im Restaurieren und Stimmen von Klavieren, wenn nicht auch an seinen großen Geschichten. Carmis Herz war in Israel, aber er war in New York City präsent. Zu dieser Zeit gab es in Manhattans West 23rd Street ein riesiges, mehrstöckiges Geschäft für gebrauchte Klaviere mit dem Namen Brodwin Pianos. (Einst wohnte Carmi im Chelsea Hotel, die Straße runter vom Klavierladen.) Irgendwann in den 1940er Jahren kaufte er das stark geschnitzte, verzierte Klavier vom Manager des Ladens, dem Schwiegersohn des Besitzers Harry Brodwin, Hy Myerson. Myerson machte keine Behauptungen über Siena, Liszt oder irgendetwas anderes. Es war ein reich geschnitztes altes Klavier im italienischen Stil, und er verkaufte den ganzen Tag und jeden Tag alte Klaviere. Aufwendig geschnitzte alte Klaviere mit anachronistischen Verzierungen sind keine Seltenheit – kürzlich wurde das Neo-Zapotec-Klavier in Los Angeles ausgestellt.

Im Geheimen restaurierte Carmi das Klavier, veränderte seinen Klang, erlaubte aber niemandem, hineinzusehen. Es war nicht genau bekannt, wie er zu diesem ungewöhnlichen Timbre gelangte, das Harold Schonberg 1955 in einer Rezension als „… twangy – so etwas wie ein Cembalo mit tiefen Lungen, das einen Ton aufrechterhalten kann …“ beschrieb. Spezifische Details einer aufwändigen Täuschung konnten noch absurder werden, wenn Carmi dessen Vorzüge persönlich lobte. Für die Printmedien erzählte er beispielsweise von den „Legenden“, die über das Klavier existierten, und erklärte, dass es als „La arpa de Re Davide (König Davids Harfe)“ bekannt sei – aber persönlich konnte er noch viel weniger zusammenhängend erzählen: Er behauptete, dass in den Resonanzboden des Klaviers ein Holzstück eingebettet war, das auf wundersame Weise ein echtes Fragment einer Säule war, die Teil des Tempels von König Salomo war. Gegenüber einem Klaviertechniker behauptete er außerdem, dass das Holzfragment ursprünglich Teil des Resonanzbodens von König Davids Harfe gewesen sei. Carmis Täuschung stützte sich stark auf eine dicke Schicht gefälschter jüdischer Überlieferungen, überlagert von einer fast katholischen Reliquienbesessenheit, vielleicht ähnlich den Geschichten über Fragmente des wahren Kreuzes. Er machte sich daran, seine falsche Saga zu verbreiten, und bat mehrere Pianisten, sich zu engagieren. Bis 1955 hatte Charles Rosen ein Album mit Mozart und Scarlatti auf dem Siena-Klavier eingespielt, und weitere LPs wurden mit den Pianisten Grace Castagnetta, Kathryn Deguire, Anatole Kitain und Marisa Regules herausgegeben. Ivan Davis (geb. 1932) nahm eine Auswahl um 1960 auf dem Klavier auf.“

## Kritik der Legende
In einem Interview im Magazin Fanfare aus dem Jahr 2011 beschrieb der klassische Pianist Jerome Lowenthal das Buch „The Immortal Piano“ von Avner und Hannah Carmi als Werk eines Ghostwriters und als größtenteils „falsche Geschichte“. Lowenthal ist durch seine Ehe mit Avner Carmis Nichte Ronit Amir, der Tochter von Miriam Carmi, Avners Schwester, Teil der Carmi-Familie. Lowenthal bestätigt, dass Carmi in der jüdischen Brigade war, als er das Siena-Klavier fand, und das Siena-Klavier ist tatsächlich das Klavier, das dem damaligen Kronprinzen Umberto geschenkt worden war. Aber Lowenthal gibt an, dass Avner Carmi als Waise aufgewachsen sei, was Carmis Geschichte von einem Konzertpianisten-Großvater, der es zu seiner lebenslangen Suche gemacht hat, das Siena-Klavier zu finden, komplett erfunden hat. Lowenthal hatte selbst auf dem Siena-Klavier gespielt und fand, dass es „wie ein griechisches Monster gespielt wurde. Die Höhen waren sehr, sehr süß und der Bass hatte diese langen, Pedal-ähnlichen Klänge, und die Mitte war ein bisschen wie ein Cembalo. Es entsprach keinem historischen Instrument.“ Lowenthal weist weiter darauf hin, dass der Klang nichts mit Siena oder Jerusalem zu tun hat, da Carmi bis auf den Koffer alles in das Klavier eingebaut hat. Das Klavier wurde von Carmi in Queens, New York, wieder aufgebaut, wo seine Obsession damit das Leben seiner Familie ruinierte und dazu führte, dass er schließlich seine verbitterte Familie verließ und nach Israel zurückkehrte.

## Aufnahmen
- The Siena Pianoforte, 1955, six sonatas by Scarlatti and two sonatas by Mozart performed by Charles Rosen. Label Counterpoint/ Esoteric, Everest Records Production, CPT 3000/ 53000 (1958), Boston Skyline BSD 131 (1995).[19]
- Bach on the Siena Pianoforte, 1956, five compositions by Bach including the Chaconne transcribed by Busoni, interpreted by Anatole Kitain. Label Counterpoint/ Esoteric, Everest Records Production, CPT 53001.[20]
- A Recital of Spanish music on the Siena pianoforte. 1955, compositions by Albéniz, Mompou, Turina and Villa-Lobos by Marisa Regules. Label Counterpoint/ Esoteric, Everest Records Production, CPT 53002.[21]
- The Siena Pianoforte, Mozart sonatas and variations on a Gluck theme by Kathryn Deguire. Counterpoint/ Esoteric label, Everest Records Production, CPT 53004.
- Christmas on the Siena Pianoforte, 1965. Nineteen Christmas tunes including The Holly and the Ivy and Adeste Fideles interpreted by Grace Castagnella. Label Counterpoint / Esoteric, Everest Records Production, CPT 53005.[22]